# Nocturnal Depression/Funeral RIP
Nocturnal Depression/Funeral RIP es un trabajo en conjunto entre las bandas de black metal Nocturnal Depression y Funeral Rip. El lanzamiento oficial de este split fue el 16 de mayo de 2006. La grabación estuvo bajo la edición del sello discográfico Whispering Night Productions.

## Canciones

### Canciones de Nocturnal Depression
1. Solitude - 03:54
2. Self-mutilation (anthem to blades) - 05:25
3. Fuck off parisian black metal scene - 05:42
4. The crying wolf - 05:08

### Canciones de Funeral RIP
1. Beer of black metal - 02:39
2. Holocauste - 04:27
3. Enfer noir - 01:51
4. Destruction - 03:36
5. Mystere nocturne - 05:24
6. Transilvanian hunger (darkthrone) - 06:00
7. End of beer of black metal - 00:20